# Speechless (Michael Jackson)
Speechless is een nummer geschreven en gezongen door de Amerikaanse zanger Michael Jackson, dat zich op het album Invincible bevindt.

## Geschiedenis
Jackson kreeg het idee voor dit nummer nadat hij een waterballonnengevecht had gehouden met Duitse tieners. Tijdens de opnamen van Speechless werkte hij samen met mensen als Jeremy Lubbock, Brad Buxer, Novi Novoq, Stuart Bradley en Bruce Swedien. Het achtergrondkoor werd verzorgd door Andraé Crouch, en zijn eigen koor. Speechless werd uitgebracht als promotiesingle.

## Tracklist
1. "Speechless" – 3:18
2. "You Rock My World" (remix) (met Jay-Z) – 3:28